# Заєд Аль-Амері
Заєд Аль-Амері (араб. زايد العامري; нар. 14 січня 1997) — еміратський футболіст, форвард клубу «Аль-Джазіра».
Вихованець столичного клубу «Аль-Джазіра», виступав за молодіжну, а також національну збірну ОАЕ.

## Клубна кар'єра
У дорослому футболі дебютував 2016 року виступами за команду клубу «Аль-Джазіра», кольори якої захищає й донині.

## Виступи за збірну
З 2016 по 2020 рік викликався до молодіжної збірної ОАЕ, у складі якої провів 11 поєдинків, забивши 9 м'ячів. 2018 року дебютував в офіційних матчах у складі національної збірної ОАЕ.

## Досягнення
- Бронзовий призер Азійських ігор: 2018
- Чемпіон ОАЕ: 2020/21